# José Luis Sanmartín Mato
José Luís Sanmartín Mato (Silleda, 27 de març de 1990) conegut simplement com a Joselu és un futbolista professional gallec que juga com a davanter amb l'Al-Gharafa. És internacional amb la selecció espanyola.
Format a les categories inferiors del Celta de Vigo i al Reial Madrid Castella. Va ser un golejador prolífic a l'equip B madridista, marcant 40 gols en 72 aparicions, però no va poder entrar al primer equip i va ser venut al TSG 1899 Hoffenheim de la 1.Bundesliga l'agost de 2012, cedit a l'Eintracht Frankfurt la temporada 2013–14. Joselu va fitxar pel Hannover 96 el juny de 2014, i després a l'Stoke City un any més tard per una quota de 5,75 milions de £. El 2017, es va traslladar al Newcastle United per 5 milions de lliures, on va passar dues temporades abans de traslladar-se al Deportivo Alavés per una quota no revelada. Ha jugat també al RCD Espanyol.
El 15 de juliol de 2019, Joselu va tornar a La Liga per unir-se a l'Alavés amb un contracte de tres anys, per una quantitat no revelada que es va informar que rondava els 2,5 milions de lliures esterlines. El 27 de juny de 2022, després del descens de l'Alavés de La Liga, Joselu va signar un contracte de tres anys amb l'RCD Espanyol com a agent lliure. El 28 de juny de 2024, es va anunciar que Joselu s'havia unit al Qatar Stars League amb l'Al Gharafa procedent del Reial Madrid amb un contracte de dos anys, exactament un dia després que el club espanyol hagués fitxat el jugador.

## Palmarès
Reial Madrid CF
- 1 Lliga de Campions de la UEFA: 2023-24[7]
- 1 Lliga espanyola: 2023-24[8]
- 1 Supercopa espanyola: 2024[9]

Al-Gharafa
- Copa de l'Emir de Qatar: 2025

Espanya
- 1 Eurocopa: 2024[11]
- 1 Lliga de les Nacions de la UEFA: 2022-23[12]